# Oscinisoma
Oscinisoma là một chi ruồi trong họ Chloropidae.